# Оренбургский городской совет
Оренбургский городской Совет — представительный орган муниципального образования «город Оренбург», наделенным собственными полномочиями по решению вопросов местного значении.

## История
История местного самоуправления в Оренбурге уходит корнями в XVIII век. В 1785 году была создана Оренбургская городская Дума на основании «Жалованной грамоты городам» императрицы Екатерины II. Дума была постоянно действующим местным органом и состояла из 6 депутатов (называвшихся гласными), выдвигаемых от различных групп населения.
В XIX веке Дума располагалась в здании, где сейчас находится областной музей изобразительных искусств (переулок Каширина), а затем после пожара переехала на нынешнюю улицу Правды, 9, где сегодня располагается Центр «Эрмитаж — Евразия». Историческое здание Городской Думы по адресу пер. Каширина, 29 было построено в 1814 году по проекту архитектора М. П. Малахова в стиле классицизма и является памятником истории и культуры регионального значения.
После распада СССР 8 сентября 1996 года состоялись выборы депутатов первого созыва современного Оренбургского городского Совета как представительного органа. Первый состав состоял из 13 депутатов.
За прошедшие годы система местного самоуправления претерпевала значительные изменения:
- 1996—2004: 13 депутатов по одномандатным округам
- 2004—2010: 39 депутатов по одномандатным округам
- 2010—2015: 39 депутатов по смешанной системе (19 по округам, 20 по спискам)
- С 2015 года: 40 депутатов по смешанной системе (20 по округам, 20 по спискам)[9]

## Структура и организация, руководство
Выборы депутатов проводятся с применением смешанной (мажоритарно-пропорциональной) избирательной системы с закрытыми списками кандидатов:
- 20 депутатов избираются по единому избирательному округу пропорционально числу голосов, поданных за списки кандидатов[1]
- 20 депутатов избираются по одномандатным избирательным округам[2]

Председателем Оренбургского городского Совета с 2020 года является Ольга Петровна Березнева (партия «Единая Россия»).
Заместителем председателя является Алексей Геннадьевич Кузьмин — депутат по избирательному округу № 19, занимавший ранее должность председателя комитета по муниципальному хозяйству.
По результатам выборов 2020 года партийный состав Совета совета был следующим:
- Единая Россия — 30 депутатов
- КПРФ — 4 депутата
- Справедливая Россия — 2 депутата
- ЛДПР — 2 депутата
- Партия Пенсионеров — 1 депутат
- Самовыдвиженец — 1 депутат

В Оренбургском городском Совете созданы 6 постоянных депутатских комитетов:
1. Комитет по бюджетно-финансовой и налоговой политике
2. Комитет по муниципальному хозяйству
3. Комитет по местному самоуправлению и правотворчеству
4. Комитет по вопросам образования, культуры, охраны здоровья и социальной поддержке населения
5. Комитет по экономическому развитию и предпринимательству
6. Регламентная комиссия[11][13]